# Кобелево (Бабаєвський район)
Кобелево — присілок в Бабаєвському районі Вологодської області Росії.
Входить до складу Борисовського сільського поселення, Борисівська сільрада.
Відстань по автодорозі до районного центру Бабаєво — 67 км, до центру муніципального утворення села Борисово-Судське по прямій — 5 км. Найближчі населені пункти — с. Івановська, с. Костіно, с. Олександровська. Станом на 2002 рік постійного населення не було.